# Oh! Gravity. (canción)
«Oh! Gravity.» es el segundo sencillo de la banda estadounidense de rock alternativo Switchfoot en su sexto álbum Oh! Gravity.. La canción fue lanzada oficialmente a la radio a finales de octubre de 2006, pero se puso a disposición para la transmisión gratuita en su sitio web y MySpace a principios de octubre, y había encontrado su camino en la radio antes de la fecha de lanzamiento.
La pista fue lanzada a la venta en iTunes el 21 de octubre de 2006, junto con una entrevista de 17 minutos en el que la banda habló de cada una de las canciones en el entonces nuevo álbum.
Según el compositor Jon Foreman, la canción es una "apelación generacional para la paz, el amor y la comprensión"

## Vídeo musical
El video musical de esta única primera se estrenó en Yahoo! Música el 13 de noviembre de 2006. El vídeo utiliza la pantalla verde tecnología para superponer obra gráfica del disco alrededor de los miembros de la banda, que se ven a sí mismos estar girando en un campo anti-gravedad. Al final del video, el rostro de Jon se transforma en la cara medio en la portada del álbum.